# Gentianopsis detonsa
Gentianopsis detonsa — вид трав'янистих рослин родини тирличеві (Gentianaceae), поширений у Північній Америці та Європі. Етимологія: лат. detonsa — «стрижений»

## Опис
Стеблі жорсткі й прямі. Квіти трубчасті, довжиною 2.5–5 см, 1–1.5 см у діаметрі в горішній частині, фіалкові, як правило, чотири-лопатеві (але іноді п'яти). Чашечки 2–3 см у довжину, як правило, містять чотири довгі й гострі виступи.

## Поширення
Вид циркумполярний, поширений від арктичних і субарктичних до субальпійських і лісових вологих лук. Північна Америка (Гренландія, Аляска (США), Канада), Європа (Росія, Ісландія, Норвегія).